# کهنوج بزرگ
کهنوج بزرگ، روستایی از توابع بخش احمدی شهرستان حاجی‌آباد در استان هرمزگان ایران است.
دهیار:محمد منصوری نژاد
شورا روستا:حسن دهقانی،عباس حسین پور و حسین دهقانی

## جمعیت
این روستا در دهستان احمدی قرار دارد و براساس سرشماری مرکز آمار ایران در سال ۱۳۸۵، جمعیت آن ۶۹ نفر (۱۸خانوار) بوده‌است.